# Јунона (сонда)
Јунона (енгл. Juno) је сонда америчке свемирске агенција NASA лансирана 5. августа 2011. чији је циљ детаљно проучавање настанка и развитка Јупитера и његовог система.
Летелица је добила име по Јунони, жени римског бога Јупитера. Лансирана је са ваздухопловне станице Кејп Канаверал на Флориди у 12.25 по локалном времену, а пут до циља трајао је пет година. Јунона треба да направи 33 орбите (поларне) око Јупитера, и да — користећи својих 8 научних инструмената — проникне испод облака који покривају планету испитујући порекло, структуру, атмосферу и магнетосферу планете, покушавајући да утврди да ли Јупитер има чврсто језгро.
Ово је прва сонда ка спољашњим (гасовитим) планетама која ће за напајање користити соларне панеле. Обично се за напајање тих сонди користи нуклеарно гориво, али је технологија соларних ћелија довољно напредовала да су инжењери решили да Јунона буде напајана Сунчевом енергијом. Сонда поседује три велика соларна „крила” за производњу енергије (укупно 18.698 индивидуалних соларних ћелија), која ће у орбити око Јупитера производити око 500 W, док би у орбити око Земље производила преко 14.000 W.

## Ток мисије

#### Лансирање
Сонда Јунона лансирана је 5. августа 2011. у 16.25 UTC ракетом Атлас V са лансирне рампе 41 ваздухопловне базе Кејп Канаверал на Флориди. Ракета (фабрички број AV-029) била је у конфигурацији 551 — са пет помоћних ракетних мотора на чврсто гориво, једним РД-180 ракетним мотором за први степен и једним РЛ-10 мотором за погон Кентаур другог степена. По одвајању мотора са чврстим горивом и првог степена, уследило је прво сагоревање другог степена у трајању од 6 минута, чиме је достигнута паркинг орбита. Тридесет минута касније, мотор другог степена поново је упаљен и сагоревао је још 9 минута након чега је сонда достигла другу космичку брзину и била у хелиоцентричној орбити.
Пре одвајања сонде, Кентаур други степен ракете је уз помоћ малих реакционих мотора ушао у ротацију од 1,4 o/min. Сонда се одвојила 54 минута након полетања и одмах почела да отвара соларне панеле. Соларни панели су успешно отворени и батерије су почеле да се пуне, а услед отварања панела број обртаја се смањио за 2/3. Сонда се константно ротира како би била стабилнија током међупланетарног путовања, а по уласку у орбиту око Јупитера овим се постиже да сви инструменти могу да испитају планету.
Пут до Јупитера трајао је 5 година, уз један пролет поред Земље у октобру 2013. године. Сонда је 12. августа исте године прешла половину пута до Јупитера, а током петогодишњег путовања укупно је превалила 19 АЈ (2,84 милијарде километара).

#### Пролет поред Земље
Након што је провела око две године у елиптичној хелиоцентричној орбити, сонда се вратила и пролетела поред Земље у октобру 2013. године. Искористила је Земљину гравитацију и постигла додатно убрзање (гравитациони маневар, познатији као гравитациона „праћка”) како би стигла до Јупитера. Овим пролетом сонда је повећала брзину за око 3,9 km/s (14.160 km/h) што је било довољно да се упути ка највећој планети Сунчевог система. Током пролета, научници су искористили прилику да тестирају инструменте сонде и увежбају поједине процедуре пре почетка главне мисије.
Јунона је 13. јануара 2016. године, у 19.00 UTC, постала најудаљенија сонда напајана соларним панелима, претекавши сонду Розета. У том тренутку од Сунца је била удаљена 793 милиона километара.
Сонда је 3. фебруара 2016. спровела паљење мотора како би кориговала путању ка Јупитеру. У том тренутку била је око 82 милиона километара од свог циља, и око 684 милиона километара од Земље. Сонда се 27. маја нашла у гравитационом балансу Сунца и Јупитера (када је сила гравитације на сонду ова два небеска тела иста) и од тада је Јупитер почео да привлачи сонду у своје гравитационо поље. Од 24/25. јуна сонда се налази у магнетосфери Јупитера, а транзицију су детектовали инструменти.

#### Улазак у орбиту
Неколико дана пре паљења мотора за улазак у орбиту послате су команде да се отвори заштитни поклопац мотора, искључе инструменти и пресуризује погонски систем (довод горива), након чега су послате и финалне команде; од тог тренутка сонда је била у аутономном режиму, што значи да су пуну контролу имали рачунари сонде. У аутономном режиму сонда је са Земљом комуницирала само путем кратких тонова, на основу којих су инжењери знали да се све одвија према плану. Непосредно пред паљење мотора, мали реакциони мотори сонде су употребљени да летелица дође у правилну оријентацију; соларни панели су тиме окренути од Сунца, па је сонда за напајање морала да користи батерије. Након правилне оријентације, ротација сонде је уз помоћ реакционих мотора увећана са 2 на 5 ротација у минути, како би се стабилизовала за паљење главног мотора.
Паљење мотора Leros-1b за улазак у орбиту догодило се у 03.18 UTC, а сагоревање је трајало 35 минута и 2 секунде (око једне секунде од планираног). Мотор је производио 645 N потиска и успорио сонду за 542 m/s. У 03.53 UTC мотор је угашен и контролори на Земљи прогласили су да је сонда успешно ушла у орбиту. Одмах након тога, сонда се вратила на две ротације у минути и реоријентисала ка Сунцу како би се батерије поново напуниле. Сигналу са Јупитера требало је око 48 минута да стигне до Земље, а непосредно пред паљење мотора сонда је под утицајем Јупитерове гравитације постигла брзину од око 74 km/s (266.000 km/h), по чему се сврстава у најбрже истраживачке сонде до сада. Прве две орбите трајаће по 53,5 дана, а након тога сонда ће 19. октобра спровести још једно паљење мотора како би ушла у коначну орбиту од 14 дана. Следећи блиски прелет преко облака догодиће се 28. августа 2016, а до тада ће се активирати сви инструменти тако да ће отпочети прикупљање података.

## Инструменти
Научни циљеви мисије биће постигнути уз помоћ девет инструмената уграђених на сонду Јунона:
| Илустрација | Назив инструмента                               | Акроним | Опис и научни циљеви |
| ----------- | ----------------------------------------------- | ------- | --- |
|             | Микроталасни радиометар                         | MWR     | Микроталасни радиометар састоји се из шест антена монтираних на две стране сонде. Ове антене вршиће мерења електромагнетских таласа на микроталасним фреквенцијама: 600 MHz, 1,2 , 2,4 , 4,8 , 9,6 и 22 , јер само помоћу ових фреквенција се може продрети кроз густу атмосферу Јупитера. Радиометром ће се измерити количина воде и амонијака у дубљим деловима атмосфере до притиска од 200 бара или дубине од 500 до 600 km. Комбинација различитих таласних дужина и углова емисије би требало да омогући прикупљање температурног профила различитих слојева атмосфере. Прикупљени подаци показаће колико је дубока циркулација унутар атмосфере. (Главни истраживач: Мајк Јансен, JPL) |
|             | Мапер Јупитерових аурора у инфрацрвеном спектру | JIRAM   | Спектрометар радиће у инфрацрвеном спектру (између 2 и 5 ) и прикупљати податке о плићим слојевима атмосфере, на дубини између 50 и 70 , где се притисак креће између 5 и 7 бара. Прикупиће фотографије аурора на таласној дужини од 3,4 у регионима са обиљем триводоничних катјона (). Мерењем топлоте коју зрачи планета, ће моћи да одреди како се крећу облаци са водом испод површине. Такође ће моћи да детектује метан, водену пару, амонијак и фосфин. Одлучено је да овај инструмент не мора да испуни све услове за рад у зони високог зрачења која влада око Јупитера. (Главни истраживач: Анђолета Корадини, Италијански национални институт за астрофизику)                     |
|             | Магнетометар                                    | MAG     | Истраживање магнетског поља има три циља: мапирање магнетског поља, одређивање динамике Јупитерове унутрашњости и одређивање тродимензионе структуре поларне магнетосфере. (Главни истраживач: Џек Конерни, Годаров центар) |
|             | Гравитациона наука                              | GS      | Гравитација ће се мерити уз помоћ радио-таласа јер ће се тако створити мапа расподеле масе унутар планете. Неравномерна расподела масе унутар Јупитера условљава мале гравитационе варијације које сонда може да искуси приликом пролета близу површине планете, а манифестују се тако што сонда благо убрзава или успорава. Варијације ће бити детектоване праћењем Доплеровог ефекта радио-таласа које сонда шаље ка Земљи. (Главни истраживачи: Џон Андерсон, JPL; Луцијано Јес, Сапиенца универзитет у Риму) |
|             | Експеримент дистрибуције Јупитерових аурора     | JADE    | Детектор енергетских честица мериће угаону расподелу, енергију и вектор брзине јона и електрона на ниским енергетским нивоима (за јоне између 13 и 20 eV, а за електроне између 200 и 40 ) који су присутни у Јупитеровим аурорама. Инструменти су монтирани на три стране горње плоче сонде, тако да је фреквенција прикупљања узорака три пута већа него да су сви монтирани на истој страни. (Главни истраживач: Дејвид Мекомас, Југозападни истраживачки институт) |
|             | Детектор енергетских честица око Јупитера       | JEDI    | Детектор енергетских честица мериће угаону расподелу, енергију и вектор брзине јона и електрона на високим енергетским нивоима (за јоне између 20 и 1.000 , а за електроне између 40 и 500 ) који су присутни у поларној магнетосфери Јупитера. Инструмент се састоји од три идентична сензора намењена истраживању јона водоника, хелијума, кисеоника и сумпора. (Главни истраживач: Бери Мок, Лабораторија за примењену физику) |
|             | Сензор радио и плазма таласа                    | Waves   | Овим инструментом идентификоваће се региони струја унутар аурора који дефинишу радио-емисије планете и убрзање честица унутар аурора. Ово ће се постићи мерењем радио и плазма спектра приликом прелета преко поларних региона где се ауроре јављају. (Главни истраживач: Вилијам Курт, Универзитет у Ајови) |
|             | Спектрограф ултраљубичастог спектра             | UVS     | Овај инструмент обезбедиће спектралне фотографије емисије честица из аурора унутар поларне магнетосфере. (Главни истраживач: Џ. Рандал Гледстон, Југозападни истраживачки институт) |
|             | JunoCam                                         | JCM     | Камера у видљивој светлости/телескоп, који се нашао међу инструментима сонде како би се подстакло учествовање образовних институција и шире јавности. Биће у функцији током првих седам орбита око планете, након чега ће престати да ради због утицаја Јупитеровог зрачења и магнетног поља. (Главни истраживач: Мајкл Малин, ) |

## Галерија
- Јунона током израде
- Путања Јуноне, са оквирним датумима
- Снимак лансирања свемирске сонде Јунона